# Spaniens herrlandslag i landhockey

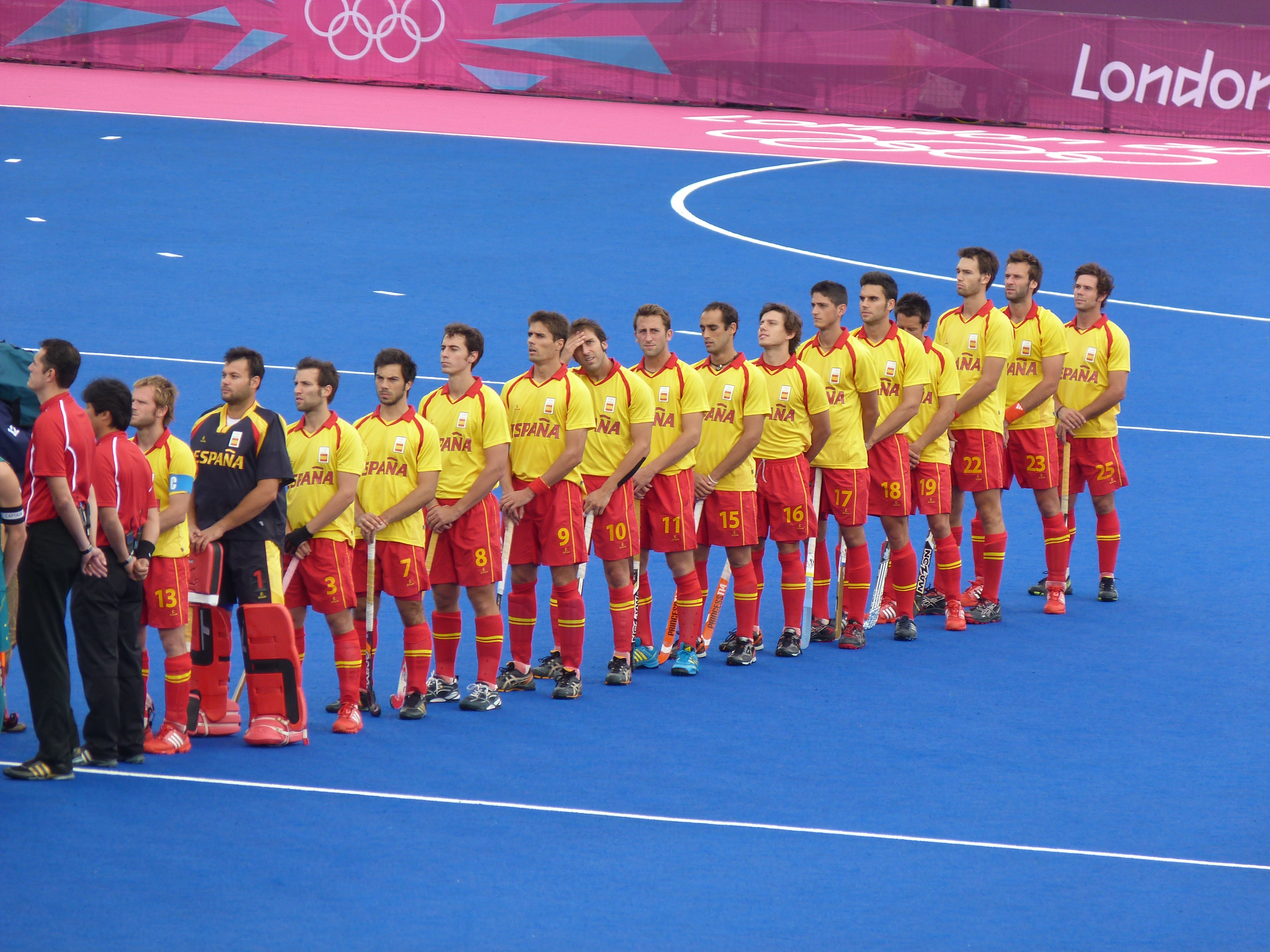
Spanien i 2012 års olympiska turnering i London.

Spaniens herrlandslag i landhockey (spanska: Selección de hockey sobre hierba de España) representerar Spanien i landhockey på herrsidan. Laget blev Europamästare 1974 och 2005.
Laget tog även olympiskt silver 1996. och 2008. samt brons 1960.

### Fotnoter
1. ↑  ”Men Field Hockey II EuroHockey (European Championship) 1974 Madrid (ESP) 02-11.05 - Champion Spain” (på engelska). Sport Statistics. 19 mars 1974. Arkiverad från originalet den 18 maj 2015. https://web.archive.org/web/20150518144636/http://todor66.com/hockey/field/Europe/Men_1974.html. Läst 26 juli 2015.
2. ↑  ”Men Field Hockey X Eurohockey Nations Championship 2005 Leipzig (GER) 28.08-04.09 - Winner Spain” (på engelska). Sport Statistics. 19 mars 2005. Arkiverad från originalet den 5 mars 2016. https://web.archive.org/web/20160305195142/http://todor66.com/hockey/field/Europe/Men_2005.html. Läst 26 juli 2015.
3. ↑  ”Men Field Hockey Olympic Games 1996 Atlanta (USA) - 21.07-05.08 Winner Netherlands” (på engelska). Sport Statistics. 19 mars 1996. Arkiverad från originalet den 21 juli 2015. https://web.archive.org/web/20150721222431/http://www.todor66.com/hockey/field/Olympic/Men_1996.html. Läst 26 juli 2015.
4. ↑  ”Men Field Hockey Olympic Games 2008 Beijing (CHN) - 11-23.08 + 8 GMT Winner Germany” (på engelska). Sport Statistics. 19 mars 2008. Arkiverad från originalet den 6 april 2015. https://web.archive.org/web/20150406030840/http://todor66.com/hockey/field/Olympic/Men_2008.html. Läst 26 juli 2015.
5. ↑  ”Men Field Hockey Olympic Games 1960 Rome (ITA) - 26.08-11.09 Winner Pakistan” (på engelska). Sport Statistics. 19 mars 1960. Arkiverad från originalet den 6 mars 2016. https://web.archive.org/web/20160306194704/http://www.todor66.com/hockey/field/Olympic/Men_1960.html. Läst 26 juli 2015.